# Lapte de cocos
Laptele de cocos este un lichid opac, alb lăptos, extras din pulpa rasă a nucilor de cocos ajunse la maturitate. Opacitatea și gustul sățios al laptelui de cocos se datorează conținutului său ridicat de ulei, majoritatea sa fiind grăsime saturată. Laptele de cocos este un ingredient tradițional utilizat în Asia de Sud-Est, Oceania, Asia de Sud și Africa Răsăriteană. De asemenea, este utilizat în bucătăriile din Caraibe, America Centrală, părțile nordice ale Americii de Sud și Africa Occidentală, unde nucile de cocos au fost introduse în timpul epocii coloniale.
Laptele de cocos este obținut prin amestecarea pulpei nucii de cocos cu apă, în procent de aproximativ 50%, lichidul astfel obținut fiind apoi strecurat. Consistența laptelui de cocos poate varia în funcție de cantitatea de apă adăugată. Astfel, cel comercializat în cutii are o textură similară cu cea a laptelui obișnuit, în timp ce cel din conservă este, în general, mai cremos, având un conținut mai ridicat de grăsimi și calorii. De regulă, acesta este folosit pentru prepararea deserturilor.
Laptele de cocos poate fi preparat acasă prin stoarcere manuală a pulpei rase. În producția industrială sau comercială sunt folosite prese mecanice cu șurub sau hidraulice pentru a extrage lichidul.

## Informații nutriționale
O porție de 100ml de lapte de cocos conține 230 de kilocalorii și este compusă 68% apă, 24% grăsimi totale, 6% carbohidrați și 2% proteine. Compoziția grăsimilor include 21 de grame de grăsimi saturate, din care jumătate este acid lauric. Aproximativ 93% din calorii provin din grăsimi, inclusiv grăsimi saturate cunoscute sub denumirea de trigliceride cu lanț mediu (MCT).
Laptele de cocos este o sursă bogată de mangan, fără un conținut semnificativ de alți micronutrienți.